# Acido triselenocarbonico
L'acido triselenocarbonico è un composto inorganico di formula H2CSe3. I suoi sali sono detti triselenocarbonati.

## Caratteristiche chimiche
L'acido triselenocarbonico presenta un'acidità superiore all'acido carbonico ed ai suoi analoghi tionati.
H2CSe3 + H2O ↔ HCSe3- + H3O+ Ka = 6,91·10−2
HCSe3- + H2O ↔ CSe32- + H3O+ Ka = 1,9·10−8

## Sintesi
L'acido triselenocarbonico può essere prodotto per reazione di scambio fra triselenocarbonato di bario ed un acido forte.
BaCSe3 + 2 H+ → H2CSe3 + Ba2+
Gli esteri dell'acido triselenocarbonico, (formula R-Se-C(=Se)-Se-R) vengono prodotti partendo dal diseleniuro di carbonio.